# Banco de Tailandia
El Banco de Tailandia es el banco central y emisor de moneda de Tailandia y fue creado en 1939 como la primera entidad financiera del país que asumió inicialmente las funciones de comercialización de las obligaciones del Estado, la financiación de actividades públicas, el depósito del tesoro público y los intercambios bancarios de las entidades oficiales.
Aunque inicio operaciones de cambio de moneda en 1941, no fue hasta 1942 que se estableció el estatuto bancario oficial, dotando a la entidad de personalidad jurídica plena para actuar en el mercado financiero, siendo nombrado su primer Gobernador. Se estableció una estructura de dirección compleja: El Ministerio de Finanzas, y a la cabeza su Ministro, tiene el control directo del Banco junto al Gobernador y cinco Vicegobernadores, todos ellos bajo la autoridad del Rey.
El banco tiene responsabilidad sobre:
- La adopción de medidas de promoción de la estabilidad monetaria y la propuesta de políticas al Gobierno para la consecución de tal fin así como, en general, sobre política económica.
- Garantizar la estabilidad de la financiación institucional y el control de la misma.
- Facilitar las operaciones bancarias de las entidades financieras, públicas o privadas, que se encuentren establecidas en el país.
- Es depositario de las reservas de moneda extranjera propiedad del Estado.